# Octomeria octomeriantha
Octomeria octomeriantha là một loài lan đặc hữu của Brasil (São Paulo tới Paraná).